# Benjamin Debusschere
Benjamin Debusschere (7 december 1968) is een voormalig profvoetballer uit België.
Nu fulltime 'beuddeleir' bij de vets van SC Out-Hoegaarden.

## Carrière
Benny Debusschere, een verdediger, begon bij de jeugd van RSC Anderlecht te spelen. In 1990 mocht hij zijn debuut maken in het A-elftal van Anderlecht, dat op dat moment onder leiding stond van trainer Aad de Mos. Dat seizoen bleef het bij die ene wedstrijd maar hij speelde wel meteen landskampioen met Anderlecht dat jaar.
Een seizoen later speelde hij opnieuw nauwelijks bij Anderlecht en dus vertrok Debusschere, een echt Anderlecht-product, in 1991 FC Seraing. Bij die club werd hij kampioen in de Tweede Klasse.
In 1996 volgde de fusie met Standard Luik en dus werd Debusschere rechtsachter bij Standard. Na twee seizoenen bij de Rouges, trok Debusschere in 1998 naar KV Mechelen. Met die club werd hij in 1999 kampioen in de Tweede Klasse. In 2001 maakte de ondertussen 33-jarige voetballer een einde aan zijn professionele carrière als voetballer.
Momenteel is hij nog steeds op vrijdagavond op de velden te bewonderen, dit bij de veteranen van SC Hoegaarden.